# Irene Gut Opdyke
Irene Gut Opdyke (születési neve: Irena Gut, Kozienice, Lengyelország, 1922.május 5. – Kalifornia, 2003. május 17.) lengyel ápolónő volt, aki elismerésben részesült a második világháború idején nácik által üldözött zsidóknak nyújtott segítségért, és konkrétan 12 zsidó megmentéséért.

## Története
Amikor Lengyelországot lerohanta Németország és a Szovjetunió 1939 szeptemberében, a 21 esztendős Irena Gut keletre ment a visszavonulni kényszerülő lengyel csapatokkal, hogy a beteg és sebesült katonákat ápolja. Szovjet katonák fogságába került, akik megverték és brutálisan megerőszakolták. Később arra kényszerítették, hogy egy szovjet tábori kórházban kisegítőként dolgozzon. 1940-ben sikerült Radomba menekülnie, de nemsokára németek egy akciója során, amelynek során embereket fogdostak össze az utcán (roundup), ő is a németek foglya lett, munkaszolgálatosként egy lőszergyárba került.
Egy hetvenéves német őrnagynak, Eduard Rügemernek megtetszett Irene, és könnyebb munkát keresett neki. Így került egy német tiszti szálló konyhájára. Téves az az állítás, hogy Rügemer SS-tiszt lett volna. Valójában a Wehrmacht őrnagya volt, aki a német front hadianyag-ellátásáért felelt. Rügemer megvetette az SS-t és a zsidókkal való bánásmódjukat.
Gut szemtanúja volt azoknak a szörnyűségeknek, amelyeket a zsidók ellen elkövettek a német megszállás alatt lévő Lengyelországban. Ez arra indította, hogy megmentsen néhány zsidót, akik annak a villának a mosókonyhájában dolgoztak, ahol takarítónőként állt Rügemer alkalmazásában. Közülük hat embert a kerti pavilon alatt rejtett el, másik hatot pedig az erdőben a város peremén.
Egyik nap, mikor látta, hogy a nácik a város terén nyilvánosan felakasztanak egy zsidót egy nem zsidóval együtt, aki bújtatta az üldözöttet, Irenét annyira felzaklatta az eset, hogy elfelejtette bezárni a villa bejárati ajtaját belülről, miközben a rejtegetett zsidók bent tartózkodtak. Készületlenül érte, amikor Rügemer váratlanul besétált és meglátta őt a konyhában két zsidóval. Gut nemhiába könyörgött Rügemernek az életükért, a férfi megkegyelmezett nekik, és a háború végén segített megmenteni őket.
A Gut történetét feldolgozó népszerű beszámolók az állítják, hogy Irene Rügemer szeretője lett, "cserében" azért, hogy a férfi titokban tartsa, hogy ő zsidókat bújtat. Valószínűtlen, hogy létezett volna egy valamit valamiért alku közöttük. Gut azt írja az önéletrajzában, hogy önszántából és szívesen lett Rügemer szeretője. Azt is írta, hogy a tiszt szimpatizált a zsidókkal, s kedvelte azokat is, akiket ő rejtegetett. Sőt többen közülük "Nagypapának" nevezték a náci őrnagyot.
Mielőtt a Vörös Hadsereg Tarnopolba ért volna, Irene az erdőbe szökött a védenceivel. Paradox módon a háború utáni Lengyelországban azzal gyanúsították meg, hogy kollaborált a nácikkal. 1949-ben az Egyesült Nemzetek Szervezetének Lengyelországba küldött amerikai képviselője, William Opdyke segítségével Irene elhagyta hazáját, és az Amerikai Egyesült Államokba költözött.
Irene hét hónappal később New Yorkban találkozott ismét Opdyke-kal; összeházasodtak és Kaliforniában telepedtek le. Irene Gut Opdyke lakberendezőként dolgozott a kaliforniai Yorba Linda városában, Santa Ana közelében.
Évtizedekkel később olvasott egy cikket, amely tagadta a holokausztot. Ez arra ösztönözte, hogy beszéljen a saját háborús emlékeiről. Két kezemmel (In My Hands: Memories of a Holocaust Rescuer) című könyve 1999-ben jelent meg, s gyorsan bestseller lett belőle.

## Díjai
- 1982-ben Irene Gut Opdyke megkapta a Jad Vasem Világ Igaza kitüntetését, amelyet olyan nem zsidó személyeknek adományoznak, akik vállalva életük kockáztatását zsidó életeket mentettek a második világháború idején.[12]
- Halála után hazája is kitüntette. Családja Lech Kaczyński lengyel elnöktől átvehette a Lengyel Köztársaság Érdemrendjét (Krzyż Komandorski Orderu Zasługi Rzeczpospolitej Polskiej).

## Ajánlott irodalom
- Irene Gut Opdyke–Jennifer Armstrong: Két kezemmel. A holocaust túlélőinek és megmentőjüknek emlékére; ford. Nagy Imre; Trivium, Bp., 2001 ISBN 963-7570-97-7